# 브루누 올리베이라 (1996년)
브루누 지 올리베이라 소자(포르투갈어: Bruno de Oliveira Souza, 	1996년 6월 9일 ~ )는 브라질의 축구 선수로 포지션은 왼쪽 풀백, 센터백이며 현재 K리그1 강원 FC 소속이며 K리그 등록명은 브루노이다.